# LOVE ME DO (芸人)
Love Me Do（ラブ・ミー・ドゥ、1975年10月11日 - ）は、日本の占い師、風水師、占星術師、お笑い芸人。
千葉県大網白里市出身。吉本興業（旧・よしもとクリエイティブ・エージェンシー）所属。"ラブちゃん"の愛称で、活動している占い師、風水師、占星術師。お笑い芸人時代はオネエキャラでも活動していた。

## 来歴
小学3年生のときに『キャプテン翼』の影響でサッカーを始める 。当時のポジションは主にサイドバック、センターバック、ボランチ。高校時代もサッカー部に所属し全国大会出場を目指すも県予選を突破できずに終わる。その後、大学受験のため予備校通いをしたが、三浪の末に進学を諦め吉本興業入りをした。1997年デビュー、デビュー当時は、東京・渋谷公園通り劇場で活動。
2014年4月14日に一般女性と入籍した事をブログに公表。2014年10月10日のブログに男児が誕生したことを公表。
占い師を始めた当初は、おねぇキャラ兼「新宿二丁目の母」を名乗る占い師でもあった。占術は、タロット、占星術、四柱推命、手相、風水、九星術、易、人相占い、数秘術、姓名判断、夢占い等々を駆使して占いを行う。人相占いは、顔相占い、ほくろ占い、耳占いなども含む 。占いは20代半ばの頃に新宿二丁目のおかまバーで働いてた時に、手相から独学で始め 、その後に各占術ごとの師匠の下で学んだ。手相だけでも、西洋の手相術、東洋の手相術、インドの手相術など各流派の師匠の下で学んでいる。
サッカーやフットサルを得意としており、それを活かした番組出演も少なくなく、テレビ朝日系列で放送されているサッカー番組『やべっちFC〜日本サッカー応援宣言〜』のフットサル対決にたびたび出演している。
2012年5月にはサッカー指導者ライセンスのJFA公認指導者ライセンスC級コーチを取得している。

## 人物

### 占い
- のちに本業とするが「占いオタク」であり、自身で用いない占術、技法、パワーストーンにも詳しい。
- 普段の個人鑑定は、主に四柱推命や風水で鑑定している。
- 四柱推命では、天中殺や空亡や神殺や十二運などは一切用いず、陰陽五行のみで占う。扶抑、調侯、景観などを重視している。
- 雑誌、ラジオ、テレビ等のメディアでは、西洋占星術で鑑定している事が多い。2010年7月20日放送のザ・ミュージックアワーでは四柱推命で占っていた。
- 風水は八宅派はもとより紫白九星や玄空飛星や八字風水で鑑定している。
- 2010年、ルミネtheよしもと9周年企画のイベントでは、月ごとに占い方を変え 8月は手相、9月はタロット、10月は誕生日占い、11月は人相占いで開運メイク、12月九星気学で占っていた。
- 人相占いは、顔相だけなく、ホクロ占いや耳占いなども得意である。

### フットサル
- 2004年お台場冒険王「フットサルボーイズ」に出演。おねぇ系キャラを生かしセーラー服姿で、ゴールキーパーをし、ゴールキーパーの位置から相手チームのゴール前までオーバーラップ をして得点を決めるなどした。
- 2004年、2005年には、プライベートで、フットサルの東京都オープンリーグに参加。チーム名は「LadyBoys」。メンバーはよしもとの芸人とイケメンの友達。その当時、フットサルのミックス大会に出場する際には「アタックナンバーキック」っというチーム名で出場していた。
- 2005年、「LadyBoys」で全日本フットサル選手権の東京都予選に出場した。
- 2010年6月に発足した「よしもとサッカー部」にも参加、『キャプテン翼』の作者高橋陽一率いる芸能人女子フットサルチーム南葛シューターズと対戦した[6]。

### サッカー
Jリーグの公式戦の前座試合やチャリティーマッチなどに参加しており、サッカーの試合は実際に観客がいる中で試合をしている。常田真太郎（音楽ユニットの「スキマスイッチ」メンバー）が率いるSWERVES（スワーブス）という芸能人チームで出場している。
- 2010年5月5日長居陸上競技場でセレッソ大阪OBとの試合。[7]
- 2011年3月27日万博記念競技場でガンバ大阪OBを含むGO！JAPAN！との試合。[8]
- 2011年4月23日等々力陸上競技場で川崎フロンターレ&ベガルタ仙台OBチームとの試合にMind-1ニッポン芸能人ドリームチームで出場。[9][10]
- 2011年6月12日千葉市蘇我球技場（フクダ電子アリーナ）でSWERVESという芸能人チームでTeam ジェフファミリーとの試合に出場。[11]
- 2011年10月26日平塚競技場でSWERVESという芸能人チームでベルマーレレジェンドとの試合に出場。[12]
- 2011年11月20日東京スタジアム（味の素スタジアム）でSWERVESという芸能人チームでヴェルディレジェンドスターズとの試合に出場。[13]
- 2012年9月14日平塚競技場（Shonan BMW スタジアム平塚）でSWERVESという芸能人チームでベルマーレレジェンドとの試合に出場。[14] 2ゴールを決める。
- 2013年4月27日長居球技場（キンチョウスタジアム）でSWERVESという芸能人チームでセレッソ大阪OBとの試合に出場。[15]

## エピソード

### 占い結果
サッカー
- 2011年女子ワールドカップドイツ大会でなでしこジャパンが澤穂希選手の記録付で優勝する事を2011年6月20日に予言し的中させていた。また、澤穂希本人にも直接メールしてその占い内容を伝えていた。
- 2011年女子ワールドカップドイツ大会の準々決勝、なでしこジャパン対ドイツ戦の当日なでしこジャパンのメンバー丸山桂里奈から直接メールがあり今日の試合の運勢を占ってくれと言われ占い「澤穂希からパスが来て丸山桂里奈が直接ゴールを決めてヒロインになるよ。」とメールで伝えていた。試合後、丸山桂里奈からは「ラブちゃんの言う通りになった！」「神だよ！」って言われた。実際にそのエピソードを丸山桂里奈本人が週刊サッカーマガジンNO.1357のインタビュー内で語っている。
- 的中王2というテレビの番組内でユーロ2008の優勝国を占い、スペイン代表の優勝を的中させた。
- 2010年6月14日2010年ワールドカップ南アフリカ大会のカメルーン戦においてTwitterでつぶやいた占いで日本代表がゴールする時間帯を言い当ていた。
- 2011年1月25日2011年アジアカップカタール大会の準決勝の試合前にTwitterでつぶやいた占いで前田遼一選手のゴールを西洋占星術を使い予言し的中させていた。
- 2011年1月29日2011年アジアカップカタール大会の決勝でTwitterでつぶやいた占いで李忠成選手のゴールを西洋占星術を使い予言し的中させていた。[16][17]
- 2011年3月29日に行われた東日本大震災復興支援チャリティーマッチ、日本代表対Jリーグ選抜の試合前にTwitterでつぶやいた占いで三浦カズ選手のゴールを予言し的中させていた。
- 2011年5月28日チャンピオンズリーグ2010－2011の決勝について試合前にTwitterでつぶやいた占いで、シャビ・エルナンデスからペドロ・ロドリゲス・レデスマのゴール、ウェイン・ルーニーの得点、ダビド・ビジャの得点する時間帯などを予言し的中させていた。
- 2011年6月19日サッカーU-22日本代表対U-22クエート代表の試合前にTwitterでつぶやいた占いで、濱田水輝選手、大迫勇也選手のゴールや、清武弘嗣選手のアシストなどを試合前に予言し的中させていた。
- 2011年6月23日サッカーU-22日本代表対U-22クエート代表のアウェイの試合前にTwitterでつぶやいた占いで、東慶悟選手のアシストから酒井宏樹選手のゴールを予言し的中させていた。
- 2011年7月9日2011年女子ワールドカップドイツ大会のなでしこジャパン対女子ドイツ代表の試合前にTwitterでつぶやいた占いで、澤穂希選手のアシストから丸山桂里奈選手のゴールを予言し的中させていた。[18]
- 2011年7月13日2011年女子ワールドカップドイツ大会のなでしこジャパン対女子スウェーデン代表の試合前にTwitterでつぶやいた占いで、川澄奈穂美選手のゴールと澤穂希選手のゴールを予言し的中させていた。[16][17]
- 2011年7月24日コパ・アメリカ2011 アルゼンチン大会の決勝のウルグアイ代表対パラグアイ代表の試合前にTwitterでつぶやいた占いで、ディエゴ・フォルラン選手のゴールを予言し的中させていた。
- 2011年9月1日ロンドンオリンピック2012年女子サッカーアジア最終予選のなでしこジャパン対女子タイ代表の試合前にTwitterでつぶやいた占いで、上尾野辺めぐみ選手のアシストから川澄奈穂美選手のゴールを予言し的中させていた。
- 2011年9月2日2014 FIFA ワールドカップ ブラジル大会アジア3次予選の日本代表対北朝鮮代表の試合前にTwitterでつぶやいた占いで、吉田麻也選手のゴールを予言し的中させていた。
- 2011年9月3日ロンドンオリンピック2012年女子サッカーアジア最終予選のなでしこジャパン対女子韓国代表の試合前にTwitterでつぶやいた占いで、大野忍選手のゴールを予言し的中させていた。
- 2011年9月5日ロンドンオリンピック2012年女子サッカーアジア最終予選のなでしこジャパン対女子オーストラリア代表の試合前にTwitterでつぶやいた占いで、永里優季選手のアシストから川澄奈穂美選手のゴールを予言し的中させていた。
- 2011年9月11日ロンドンオリンピック2012年女子サッカーアジア最終予選のなでしこジャパン対女子中国代表の試合前にTwitterでつぶやいた占いで、岩清水梓選手から田中明日菜選手のゴールを予言し的中させていた。
- 2011年9月21日ロンドンオリンピック2012年アジア3次予選のサッカーU-22日本代表対U-22マレーシア代表の試合前にTwitterでつぶやいた占いで、永井謙佑選手と山崎亮平選手の関係からのゴールを予言し的中させていた。
- 2011年10月7日キリンチャレンジカップの日本代表対ベトナム代表の試合前にTwitterでつぶやいた占いで、藤本淳吾選手のアシストとから李忠成選手のゴールを予言し的中させていた。
- 2011年10月11日2014 FIFA ワールドカップ ブラジル大会アジア3次予選の日本代表対タジキスタン代表の試合前にTwitterでつぶやいた占いで、中村憲剛選手のアシストとから香川真司選手のゴールや岡崎慎司選手のゴールや駒野友一選手のゴールなどを予言し的中させていた。
- 2011年11月11日2014 FIFA ワールドカップ ブラジル大会アジア3次予選のタジキスタン代表対日本代表のアウェーの試合前にTwitterでつぶやいた占いで、前半36分にゴールが生まれる事を予言し的中させたり、香川真司選手のアシストとから岡崎慎司選手のゴールや前田遼一選手のゴールなどを予言し的中させていた。
- 2011年11月22日ロンドンオリンピック2012年アジア3次予選のサッカーU-22日本代表対U-22バーレーン代表のアウェイの試合前にTwitterでつぶやいた占いで、大津祐樹選手のゴールや、扇原貴宏選手と山田直輝選手と東慶悟選手の関係からのゴールが生まれる事を予言し的中させていた。
- 2011年11月27日ロンドンオリンピック2012年アジア3次予選のサッカーU-22日本代表対U-22バーレーン代表のアウェイの試合前にTwitterでつぶやいた占いで、大津祐樹選手のゴールが的中。
- 2012年2月5日ロンドンオリンピック2012年アジア最終予選のサッカーU-23日本代表対U-23シリア代表のアウェイの試合前にTwitterでつぶやいた占いで、永井謙佑選手のゴールが的中。
- 2012年2月、怪我から復帰しロンドンオリンピックに行く為にも丸山桂里奈選手にスペランツァFC大阪高槻への移籍を占いでアドバイスをした。 [19]
- 2012年2月22日ロンドンオリンピック2012年アジア最終予選のサッカーU-23日本代表対U-23マレーシア代表のアウェイの試合前にTwitterでつぶやいた占いで、酒井宏樹選手のゴールや、セットプレーから扇原貴宏選手のアシストで大迫勇也選手のゴールや、扇原貴宏選手から齋藤学選手のゴールする事を予言し的中。
- 2012年2月24日キリンチャレンジカップの日本代表対アイスランド代表の試合前にTwitterでつぶやいた占いで、槙野智章選手のアシストとから前田遼一選手の先制ゴールを予言し的中させていた。
- 2012年6月3日試合の2014 FIFA ワールドカップ ブラジル大会アジア4次予選の日本代表対オマーン代表の試合前にTwitterでつぶやいた占いで、長友佑都選手のアシストから本田圭佑選手がゴールする事を予言し的中させていた。
- 2012年6月12日試合の2014 FIFA ワールドカップ ブラジル大会アジア4次予選のオーストラリア代表対日本代表のアウェーの試合前にTwitterでつぶやいた占いで、本田圭佑選手のアシストから栗原勇蔵選手がゴールする事を予言し的中させていた。
- 2012年ロンドンオリンピックのサッカー、U-23日本代表となでしこジャパンの試合の試合前にTwitterでつぶやいた占いで、ゴールとアシストの選手を的中させていた。

柔道
- プライベートで柔道家の鈴木桂治を占い、2011年4月の全日本柔道選手権大会で優勝すると伝え的中した。

政治
- 2012年11月14日に野田総理が衆院を解散する日を発表する日を2012年11月10日のブログで予言し的中させた。
- 2016年2月24日ニコラジに出演した際にアメリカ大統領選を占い共和党ドナルド・トランプの当選を予想したものが的中。4月の東京スポーツの連載「驚異の的中率カリスマ占い師ラブちゃんのLOVEフォーチュン」でもドナルド・トランプが勝利をすると明言していた。[20]

自然災害
- 地震や竜巻などの災害を占星術や東洋占術を使ってブログやツイッターで予言し的中させている。

その他
- 2007年4月28日のLIVE STAND 07の終わりに矢野・兵動の兵動を占った時に秋頃、東京でのテレビの仕事が来て秋か年末に賞をとるのでは？と伝えた所すべらない話でMVSを受賞した。
- 2008年1月4日文化放送の大竹まことゴールデンラジオ!に初出演した時に福田首相の退陣時期を予言しそれが的中。また、その出演時に某タレントの恋愛のアクシデントについても予言したものが的中した。
- 2009年TOKYO FM 高須光聖の御影流に出演した時にナイツ を占い、塙に2009年のM-1グランプリ当日に喉を痛めるという予言をし、それが的中した。
- 的中王2というテレビの番組内でユーロ2008の優勝国を占い、スペイン代表の優勝を的中させた。
- 的中王2というテレビの番組内で2008年の夏の甲子園の優勝する高校は大阪の高校と予言し的中させた。収録時にまだ出場校が決まっていない為、都道府県名で答えていた。
- 過去に占いを使ってサッカーくじのtotoで三等を二回当てたことがある。最近では、2012年5月20日のtotoで二等を当てた。[21]
- 2012年2月、丸山桂里奈選手に怪我から復帰しロンドンオリンピックに行く為にどうしたら良いか相談を受け、スペランツァFC大阪高槻への移籍を占いでアドバイスした。本人も入団記者会見でラブちゃんに西のチームが良いと言われたので移籍したと発言した。
- 鉄拳が2012年に再ブレイクすることを、2010年に本人に伝えていたことが的中。2012年12月1日発売の雑誌「マンスリーよしもとPLUS」の取材の中で鉄拳が近いうちに素顔を見せることを予言しおり的中させた。
- 2013年、2008年放送の的中王2の番組内でロンドンブーツ1号2号の田村淳が2013年に結婚することを予言し的中させた。
- 2015年7月13日にニコラジに出演した際に夏の甲子園、第97回全国高校野球選手権大会の優勝校を占い、神奈川県の高校が優勝すると予言し的中させた。
- 澤穂希選手の結婚の時期と引退の時期と出産の時期を占いで言い当てている。
- テレビ朝日とABEMAが共同制作する「“ネオバズ”水曜日『みえる』」の番組内で、2021年3月24日放送回の#20において、「2021年3月26日開幕のプロ野球、12球団で誰が最初にホームランを打つのか」を予想し、東北楽天ゴールデンイーグルス・辰己涼介選手がホームランを打つと予言し、的中させた。[22]

## 出演

### テレビ
- わらいのじかん（テレビ朝日、2000年2月5日）
- ナースマン第8話（日本テレビ、2002年3月9日）お笑い芸人役。
- 登龍門F（フジテレビ、2004年5月4日）
- 雨スポ（日本テレビ、2004年9月）フットサル対決で出演。
- スペイン語会話（NHK教育、2005年6月24日)　スペイン人とフットサル対決で出演。
- ひるたま（テレビ埼玉）
- ごごたま（テレビ埼玉）「水曜・ごごドキッ!ラブチェック」コーナー担当。
- クチコミ（TBSテレビ、2006年5月19日）出演者を占う。パワーストーンの紹介。
- はなまるマーケット（TBSテレビ、2007年4月24日）栗山千明をタロットで占う。
- やべっちFC（テレビ朝日、2007年6月17日、2008年6月1日、2009年1月18日、2009年1月25日、2010年1月17日、2010年1月24日、2011年1月1日、2012年1月1日、2013年1月2日、2014年1月1日、2015年1月1日）フットサル対決で矢部チームの一員で出演。
- 吉本芸人AGEAGE占い2008（ヨシモトファンダンゴTV、2008年1月1日）
- THE 的中王2（中京テレビ、2008年12月29日）2008年高校野球夏の甲子園で優勝する都道府県の的中や、ユーロ2008のスペイン代表優勝などを的中させていた。
- 99プラス（日本テレビ、2009年2月3日）タロットで占う。
- ザ・ミュージックアワー（TBSテレビ、2010年7月20日）出演アーティストを四柱推命で占う。
- やりすぎコージー（テレビ東京、2010年9月20日）やりすぎオネエ芸人カーニバル
- 新春大売り出し!さんまのまんま（フジテレビ、2011年1月2日）オープニングで占う。
- MONSTER ROCK（スペースシャワーTV、2011年1月18日、1月25日）出演アーティストを手相で占う。
- 芸人報道（日本テレビ、2011年5月9日）特殊能力を持つ芸人SP 本格派オネエ占い・LoveMeDo記者
- UEFA Champions League 11/12 Highlight（スカパー!、2011年9月15日 -　多数回出演 ）サッカーの試合を占う。
- たけしのニッポンのミカタ!（テレビ東京、2011年11月4日）
- 音流〜On Ryu〜（テレビ東京、2012年1月6日）出演アーティストを占う。
- プロ野球オールスタースポーツフェスティバル（日本テレビ、2012年1月8日）
- 関西バンザイTV まぶしいチカラ（毎日放送（MBSテレビ）、2012年2月22日）
- 芸能★BANGゴールデン（日本テレビ、2012年5月4日）
- 知りたがり!（フジテレビ、2012年8月7日）なでしこジャパンの試合を占う。
- ヒルナンデス!（日本テレビ、2012年8月22日）鼻占い金運診断。
- 爆笑 大日本アカン警察（フジテレビ、2012年11月18日、2013年1月27日）イケメンがオネエから大脱走に出演。
- オネエション（フジテレビ、2013年8月2日）武井壮対オネエチームで400m走対決に出演。
- 衝撃!まさかの知られざルール（読売テレビ（日テレ系）、関東地区2013年9月21日　関西地区2013年9月22日）花田家を風水鑑定で出演。
- セールスタイル （BS吉テレ（BS日テレ）、2013年12月31日）NON STYLEなど芸人や2014年を占う。
- マルガリン銀行 （TOKYO MX、2014年8月27日 - 多数回出演。）
- なでしこLOVERS （フジテレビ、2015年7月26日）
- 平畠蹴球団（テレビ静岡、2015年10月 - 12月）
- とんねるずのみなさんのおかげでした （フジテレビ、2015年10月22日 山崎アナ、家具を買う。に風水師として出演。2016年6月2日 きたなトランに出演。）
- ありがとッ! （テレビ神奈川、2015年12月7日）風水師として出演。
- マスカットナイト （テレビ東京、2015年12月17日、2017年2月8日）
- 白熱ライブ ビビット （TBSテレビ、2016年2月17日、5月25日、2017年7月12日）顔相占いで出演。
- グッド!モーニング （テレビ朝日、2017年1月11日、2021年1月8日、5月20日、2022年1月5日）占い師として出演。
- 解決!お悩みバスター（静岡第一テレビ、2017年2月11日）
- 王様のブランチ（TBSテレビ、2017年7月8日-10月21日）風水師として出演。物件キャッツアイ、風水キャッツアイのコーナー。
- 水曜日のダウンタウン（TBSテレビ、2018年2月7日）
- アッコにおまかせ! （TBSテレビ、2018年4月1日、7月14日）占い師、風水師として出演。
- あさイチ （NHK総合テレビジョン、2018年4月9日）占い師、風水師として出演。
- ウチのガヤがすみません! （日本テレビ系列、2018年9月25日）占い師として出演。
- お笑いワイドショー マルコポロリ!  (関西テレビ、2019年4月7日)占い師として出演。
- 特盛!よしもと 今田・八光のおしゃべりジャングル （読売テレビ、2019年5月4日、8月24日、8月31日）占い師として出演。
- おかべろ（関西テレビ、2019年10月19日）浅田真央を占う。
- 武井壮のパラスポーツ真剣勝負(NHK BS1、2019年12月28日）
- 岩手まるごと得々情報 大晦日開運スペシャル（テレビ岩手、2019年12月31日）占い師として出演。
- 日向坂で会いましょう（テレビ東京、2020年1月5日、1月12日）占い師として出演し、夢診断をする。
- みんテレ（北海道文化放送、2020年1月7日）占い師として出演。
- 超・つば九郎タイムス（フジテレビ ONE TWO NEXT、2020年1月13日)＃15　占い師として出演。
- 有吉ジャポン （TBSテレビ、2020年1月24日）占い師として出演。動くパワースポットとして紹介される。
- RKB「ほっとけない！TV」（RKB毎日放送、2020年4月8日、4月15日）占い師として出演。
- ニノさん（日本テレビ系列、2020年9月13日）占い師として出演。耳占い鑑定。
- 関ジャニ∞クロニクルF（フジテレビ系列、2020年10月12日）占い師として出演。『26歳』人生のターニングポイント説を解説。
- みえる（テレビ朝日、ABEMA、2020年10月28日、2020年11月4日、2020年11月18日、2020年11月26日以降、多数回出演。）占い師として出演。#1から出演。
- 2020年の総決算!『新解釈・大泉洋』（日本テレビ系列、2020年12月26日）占い師として出演。
- FOOT×BRAIN（テレビ東京、2021年1月16日）占い師として出演。
- 虹のコンキスタドールが本気出しました！？ライブ連動特別編(BS11、2021年1月27日)
- ノンストップ! (フジテレビ系列、2021年6月28日) 2021年下半期の運勢を占う。
- アニゲー☆イレブン! (BS11、2021年7月23日)
- 春一番!笑売繁盛 (毎日放送、2022年1月4日) 耳占い。
- もんくもん（読売テレビ、2022年1月16日）耳占い。
- 虹のコンキスタドールが本気出しました!?～Next Stage～ (BS11、2022年1月26日)
- 1番持ち寄りバラエティ 我がMAX（日本テレビ、2022年2月5日）
- 純烈×はじめます！（BSテレビ東、2022年3月21日）人相占い。
- 開運!なんでも鑑定団（テレビ東京、2022年3月29日）
- ラヴィット!（TBSテレビ系列、2022年5月20日、2022年9月9日）
- Cheeky's a GoGo! (BSよしもと、2022年9月19日)
- ふぉ〜ゆ〜の王道テレビ 〜これにかけてるんで!（日テレプラス、2022年11月4日）
- すとぷりのHere!We!GO!!(テレビ東京系列、2023年1月8日)
- ぽかぽか（フジテレビ系列、2023年8月15日）
- 生放送！ ふぉ〜ゆ〜の王道テレビSP「ふぉゆ家のお正月2024！」（CS日テレプラス、2024年1月1日）
- ウソかホントかわからない やりすぎ都市伝説 2024春スペシャル (テレビ東京系列、2024年3月22日)
- FNSドラマ対抗 お宝映像アワード 2024春（フジテレビ系列、2024年3月25日）
- 超越のゆにばーす 『シャーぴゅる』すだちの回（フジテレビ系列、2024年6月25日）
- 超ホンマでっか！？TV 2時間SP（フジテレビ系列、2025年1月8日）占い評論家として出演。
- 全力挑戦!すとぷりnoりみっと -苺学園放送部-（TBSテレビ、2025年1月28日、2月4日）
- ホンマでっか!?TV （フジテレビ系列、2025年6月8日）占い評論家として出演。

### ラジオ
- フットサルラジオINVIO!（ラジオNIKKEI、2004年6月18日）
- OH! MY RADIO（J-WAVE）木曜日、メインパーソナリティー安藤裕子

2006年10月に初登場 後、コーナー「ラブちゃんの恋占い」を担当していた ほか、安藤裕子の雑談相手としてコーナー以外にもしばしば登場していた。
2007年3月30日で安藤裕子のパーソナリティは終了。
- 大竹まこと ゴールデンラジオ!（文化放送、2008年1月4日・9月19日・2009年1月9日）初出演時に某タレントの恋愛アクシデントや首相の退陣の時期などを予言したものが的中。
- PLATOn（J-WAVE、2008年1月3日・2009年2月4日）
- NACK WITH YOU（NACK5、2009年2月19日）
- 高須光聖の御影流（TOKYO FM、2009年4月 - 9月）不定期出演でゲストを占う。
- テリーとたい平のってけラジオ（ニッポン放送、2010年5月21日・6月18日）
- 今週の星占い（エフエム群馬、2011年4月4日‐2022年9月26日）約10年間続けた。
- HELLO WORLD（J-WAVE、2011年10月18日）
- PARK IN THE SKY（J-WAVE、2012年1月3日-5日）2012年の運勢を占う。
- TERU ME NIGHT GLAY（bayfm、2016年7月28日）

### Web番組
- 溜池Now（GyaO）第48回-第49回「2008朝まで生占い」
- 日韓オールスター戦へ向けたトークライブ（J's GOAL×ニコニコ動画、2009年7月24日）
- Fリーグ VS Jリーグ 最強の湘南ベルマーレはどっちだ!?（ニコニコ生放送、2010年6月10日）フットサルの試合の実況&解説
- ニコニコ超会議3 超ニコラジⅢ（2014年4月27日）ゲストを占う。
- ニコニコ超会議2016 超ニコラジ（2016年4月29日-30日）ゲストを占う。
- アベマショーゴ（AbemaTV、2017年1月17日-2017年3月21日）月曜、火曜、木曜の占いコーナーに手相占い、顔相占い、風水占いで出演。ゲストを占う。
- タカトシのバラエティだろ〜が!!#4、#5（AbemaTV、2017年5月1日、2017年5月8日）風水師で出演。
- 尼神インターの木曜The NIGHT#2(AbemaTV、2017年8月10日)耳占いで出演。
- 恵比寿マスカッツ 1.5 真夜中のワイドショー#1、#2、#24、#56(AbemaTV、2017年11月9日、11月16日、2018年4月19日、2019年1月25日)占い師として出演。
- 恵比寿マスカッツ 真夜中の運動会#4、#5、＃20、#22、#42、＃48、＃49(AbemaTV、2019年10月29日、11月5日、2020年3月24日、4月7日、10月6日、12月1日、12月8日)心霊にも詳しい最恐占い師Love Me Doで出演。
- チャンスの時間#90 (AbemaTV、2020年4月22日)占い師として出演。
- 美偉人伝（U-NEXT、2021年12月10日 - ）占い師として多数回出演。#3、#5、#6、#7、＃9、#10
- Jリーグプレビューショー（DAZN、2022年2月17日- 2022年11月10日）ダービー占いを8試合連続的中させる。

### 新聞
連載
- 東スポ「驚異の的中率 カリスマ占い師ラブちゃんのLOVEフォーチュン」（東京スポーツ、2015年8月21日 - 隔週金曜連載）

### 雑誌
現在の連載
- ハーパーズ バザー（Harper's BAZAAR）「Love Me Doが占うHOROSCOPE」（ハースト婦人画報社、2021年3月19日5月号 -  ）
- 月刊ザテレビジョン「Love Me Doの開運12星座占い」 (KADOKAWA、2022年3月24日発売、2022年5月号 - )
- サンデー毎日 「Love Me Doの12星座占い」(毎日新聞出版、2022年11月8日発売、2022年11月20・27日合併号 - )
- 25ans「Love Me Doのハイパーラッキー占星術」（ハースト婦人画報社、2023年11月28日発売、 2024年1月号-）
- ムー 「Love Me Do のミラクル・アストロロジー」 (ワン・パブリッシング、2024年12月9日発売、2025年1月号No.530‐ )
- ESSE 「Love Me Doさんの幸せ引き寄せ占い」 (扶桑社、2025年8月2日発売、2025年9月号‐ )

過去の連載
- WARP MAGAZINE JAPAN「ラブちゃんの12星座占い」（トランスワールドジャパン、2007年7月号 - 2010年8月9月合併号）
- 恋運暦「KOIUNお悩み相談室」（イースト・プレス、2008年4月号 - 2009年9月号）
- マンスリーよしもとPLUS「Love Me Doのマンスリーおかま占い」（よしもとクリエイティブ・エージェンシー、2010年4月号 -2013年5月号）
- フットサルナビ「Love Me Doのフットサル占い!!」（白夜書房、2012年3月号 - 2013年11月号）
- 週刊Gallop「Love Me Doの週末星占い」（産経新聞社、2012年6月17日号 - 2013年12月22日号）
- SODA「Love Me Doの12星座占い」（ぴあ、2013年7月1日号 - 2019年9月号 ）
- ムー 「Love Me Do のミラクル大予言」 (ワン・パブリッシング、2021年12月9日発売、2022年1月号No.494‐ 2024年12月号No.529)

その他
- エル・ジャポン（アシェット婦人画報社、2006年9月号）
- SPUR（集英社、2007年2月号）
- 恋運暦（イースト・プレス、2007年2月号・6月号・12月号・2009年10月号・2010年6月号・2011年1月号）
- 女性セブン（小学館、2007年11月8日号・12月20日号・2009年4月9日号）
- TOKYO★1週間（講談社、2009年1月20日号・2月17日号・2010年2月16日号）
- GQ JAPAN（コンデナスト・ジャパン、2009年5月号）
- JILLE（双葉社、2009年6月号）
- ViVi「ラブちゃんのダメ恋撲滅占い」（講談社、2009年7月号）
- FYTTE「おかま占い師ラブちゃんの星座別恋のお悩みトラブルうけたまわりま〜す!」（Gakken、2009年8月号）
- MISTY（実業之日本社、2008年7月号・2009年8月号）
- ニコラ（新潮社、2009年12月号）
- トリニティ（エルアウラ、34号）
- Zipper（祥伝社、2010年5月号）「女子力UP!大作戦」
- FOOTBALL CULTURE MAGAZINE Green（イミオ、2010年7月30日号）「ズバリ当てるわ! F.LEAGUE 2010」
- PS（小学館、2011年5月号）「にぎっちゃうわよ！“出会い”がズバリわかる！おむすび占い」
- mina（主婦の友社、2012年1月号）「毒舌オネエ占い師の愛あるアドバイス！ 2012 年の運命、教えてあげる♡」数秘術で占う。
- STRIKER DX（学研パブリッシング、2012年3・4月号）「Loveちゃん日本代表占い」日本代表、なでしこジャパン、U-23日本代表の2012年を占う。
- ar（主婦と生活社、2013年1月号）「ラブちゃんの“女のシアワセ”激辛占い」

### PV
- Hello Especially（スキマスイッチ）

### 占い提供
- スポーツLIFE HERO'S（フジテレビ、2016年4月10日-2017年7月30日）「今週のHERO'S占い」 by Love Me Do
- ドデスカ!（名古屋テレビ放送、2020年3月30日-）「ウルフィ星座占い」[25]
- ノンストップ! (フジテレビ系列、2021年4月5日-2022年3月28日)「週間運気予報」を担当。

## 著書
- お祓いブック（イーストプレス、2006年11月1日、共著）ISBN 978-4-87257-683-2
- ラブちゃんの12星座おかま占い（講談社、2009年2月5日）ISBN 978-4-06-215274-7
- 部屋の角には神様がいる！ Love Me Doの5分で簡単引き寄せ風水（宝島社、2018年1月24日）ISBN 978-4-8002-8008-4
- ３秒でわかる！手のひら手相術　手に龍神様が走る！（さくら舎、2018年7月3日）ISBN 978-4-86581-156-8
- ３０歳で星座が変わる！アラサー星占い（学研プラス、2018年9月11日）ISBN 978-4-05-800959-8
- 鏡の中のりんごは色ですか?~悩んだ時に啓示が降りてくる“神様の直感占い”（サイゾー出版、2019年2月28日）ISBN 978-4-86625-113-4
- 月と風水～時間と空間を操る時空風水～（ゴマブックス、2019年6月30日）ISBN 978-4814920655
- 「もしもし神様ですか？」幸運を呼び込む開運スマホ術（リットーミュージック、2019年12月12日）ISBN 978-4845634606
- 1秒で分かる! 人相術 顔には9人の神さまがいる！（光文社、2020年5月20日）ISBN 978-4334951597
- 生まれはあなたを支配するけど 変わることだけが運をよくする（日経BP、2020年7月9日）ISBN 978-4822288655
- Love Me Doの大予言〜2021年から輝く未来を築くために〜（リットーミュージック、2020年12 月10日）ISBN  978-4845635689
- 願いが叶う月見手帳2021 新月と満月があなたの運命を決める（サイゾー出版、2020年12月10日）ISBN 978-4866251394
- 金運大全 仕事運、財運、勝負運が上がり、たちまちお金がやってくる160の方法 (大和出版、2021年1月13日)  ISBN 978-4804763644
- 幸せを運ぶ10の龍の育て方 手のひらで龍を覚醒させよう (サイゾー出版、2021年4月5日)  ISBN 978-4866251417
- 絶望したあなたが幸せになる方法（日本文芸社、2021年8月18日）ISBN 978-4537219227
- ツイてる人ほど変化してる- 幸せを呼び込む小さな魔法のルーティン -（ワニブックス、2021年12月7日）ISBN 978-4847071294
- 縁切り、不運退散…「結界」を張って、ラクになる 1分で超絶開運セルフお祓いブック(大和出版、2022年2月17日) ISBN 978-4804763859
- 家の中の神様と仲良くする方法（リットーミュージック、2022年10月21日）ISBN 978-4-8456-3806-2
- Love Me Doの月と龍が導く守護龍占い (ブティック社、2023年9月6日)
- Love Me Doの月と龍が導く守護龍占術 (ブティック社、2024年9月28日)
- Love Me Doの月と龍が導く月占星術 (ブティック社、2024年10月30日) ISBN 978-4834779059
- Love Me Doの大予言2025～新しい自分で幸運へのアップデート！～（リットーミュージック、2024年12 月24日）ISBN 978-4845641901

## 携帯コンテンツ
- Love Me Do◆絶対数（NTTドコモ、au、ソフトバンクモバイル公式コンテンツ 2022年2月21日～）
- Love Me Do の大予言（NTTドコモ、au、ソフトバンクモバイル公式コンテンツ 2021年8月1日～）
- TVで当てすぎ！Love Me Do姓名判断（NTTドコモ、au、ソフトバンクモバイル公式コンテンツ 2023年1月1日～）
- Love Me Do ラブちゃん占い（NTTドコモ、au、ソフトバンクモバイル公式コンテンツ 2020年3月1日～）
- Love Me Do 恋占術（NTTドコモ、au、ソフトバンクモバイル公式コンテンツ 2015年4月20日～）
- ジェンダー占い☆お試しアリ（NTTドコモ、au、ソフトバンクモバイル公式コンテンツ 2007年9月3日～2015年3月31日で終了）